# 贝克明德
贝克明德是德国石勒苏益格－荷尔斯泰因州的一个市镇。总面积2.90平方公里，总人口164人，其中男性76人，女性88人（2011年12月31日），人口密度57人/平方公里。